# 모건소 플랜

모건소 플랜의 독일의 분할안.

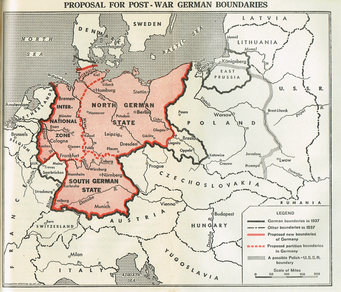
헨리 모건소의 1945년 저서 《독일은 우리 문제》(Germany is Our Problem)에 있는 독일 및 유럽 분할안과 국경 지도.

모건소 플랜(영어: Morgenthau Plan, 독일어: Morgenthau-Plan)은 1944년 9월의 제2차 퀘벡 회담에서 미국 재무부 장관 헨리 모건소 주니어가 《독일의 항복 이후 계획안》(Suggested Post-Surrender Program for Germany)에서 제안한 계획이다. 독일이 다시는 전쟁을 일으킬 능력을 가지지 못하게 하도록 제2차 세계 대전 이후 연합군이 점령한 독일의 군수산업을 포함한 모든 기초 공업시설을 해체해서 독일을 농업국가로 만든다는 계획이었다. 이 계획에는 루르 지방의 모든 산업시설 파괴 및 해체가 포함되었다.
모건소 플랜은 연합국의 독일 점령 계획에 여러 영향을 주었지만 정작 이 제안이 채택되지는 않았다. 미국은 점령 독일 지역에 대해 "산업시설 해체" 정책을 펼쳤으나 다수의 고의적인 '허점'이 포함되어 있어 단기 군사적 조치에 대한 제한과 광산 및 산업시설 파괴 방지 조치도 있었으며 군정 총독과 모건소 플랜에 반대하는 전쟁부 쪽 사람들은 광범위한 재량권을 가지고 해체를 최대한 막았다. 1947년부터는 "안정적이고 생산적인 독일"로 정책을 바꿨으며 곧이어 마셜 플랜이 시작되었다. 루즈벨트 대통령은 이 계획을 지지하였으나, 공업화된 유럽에 영국 경제의 생사가 달려 있다고 본 처칠은 이 계획에 반대했다. 더 자세하게는 프랑스의 반대가 심했다. 프랑스는 독일의 경제 회복이 유럽의 경제 회복과 직결되어 있다고 믿었다.
모건소 플랜은 나치 독일 정부한태도 안건이 넘어갔었으며, 나치 독일은 이를 프로파간다에 사용하여 전쟁 막바지에 독일인들이 맞서 싸워야 할 이유를 이로 들어 사용했다.

## 모건소 안건

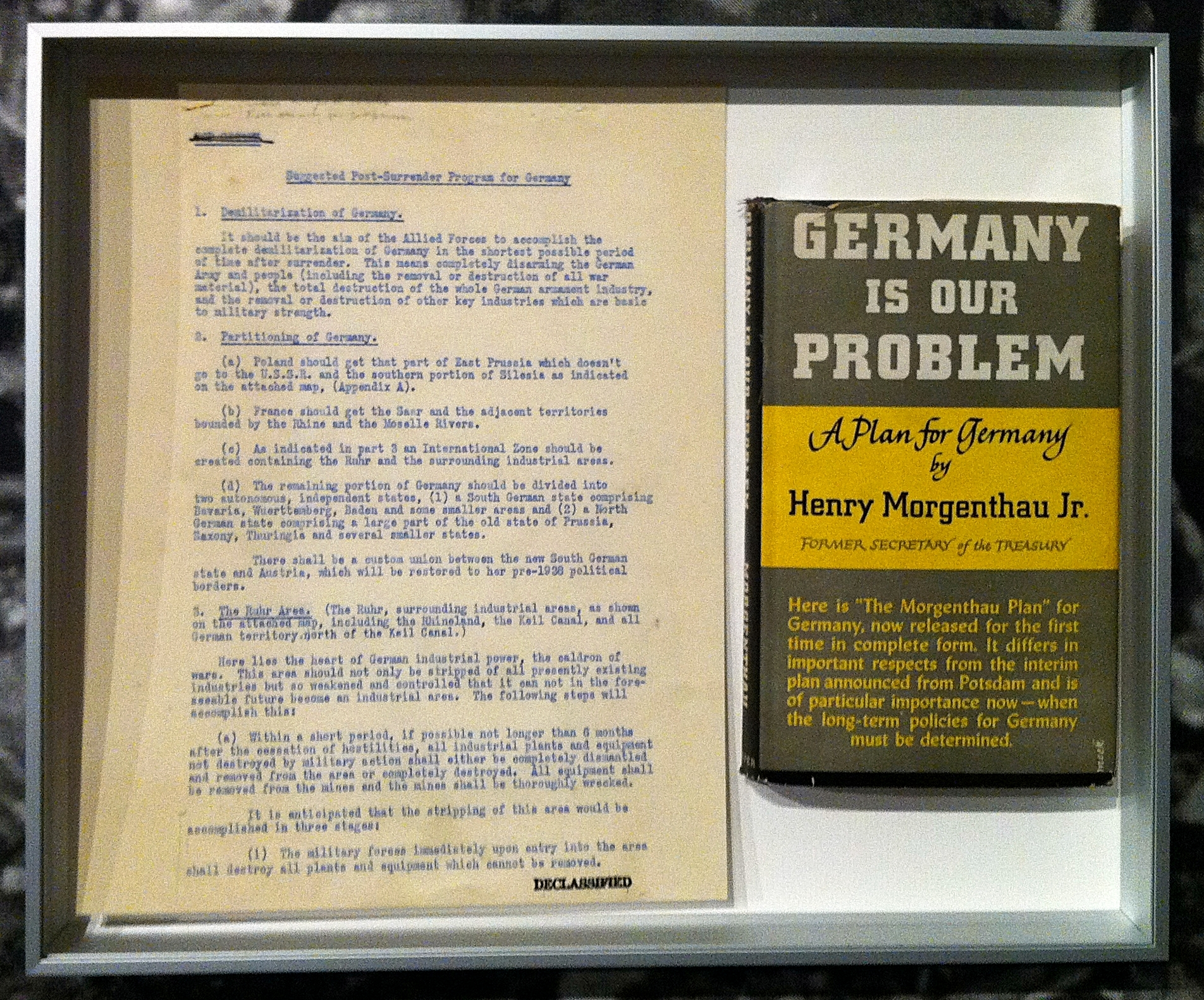
헨리 모건소의 1945년 저서인 《독일은 우리 문제》(Germany is Our Problem)와 모건소 플랜 비망록.

원래 모건소 플랜 비망록은 1944년 1월에서 9월 사이 쓰여져 모건소 장관이 서명하였으며, 《독일의 항복 이후 계획안》(Suggested Post-Surrender Program for Germany)이라는 이름으로 프랭클린 D. 루즈벨트 대통령 도서관 및 박물관에 보존, 전시되어 있다. 모건소 아들은 이 안건 작성에 미국 재무부의 고위관리인 해리 덱스터 화이트가 큰 영향을 미쳤다고 말했다.
모건소 플랜의 주요 조항과 주제는 다음과 같다.
1. 독일의 비무장화 : 연합국의 목표는 독일의 항복 이후 최단 시간 내에 독일의 완전한 비무장화를 달성해야 하는 것이다. 이 목표는 독일군과 독일인의 완전한 무장 해제(모든 전쟁자료 제거 및 파괴 포함)를 넘어서 모든 독일 군수산업의 완전한 파괴와 군사력의 기반이 되는 기타 주요산업의 파괴 또는 제거를 의미하는 것이다.
2. 독일의 분할 :
  1. 소련이 흡수하지 않은 나머지 동프로이센 지역 및 실레시아 남부 지역은 폴란드가 할양받는다.(첨부 지도 A)
  2. 프랑스는 자르 지역과 라인강-모젤강으로 둘러싸인 인접 영토를 할양받는다.
  3. 3부에서 쓰여 있듯 루르 지방 및 주변 공업지대를 포함한 지역을 국제지대로 만들어야 한다.
  4. 남은 독일 지역은 2개 자치독립국으로 분할하여 바이에른, 뷔르템베르크, 바덴 및 인근 지역은 남독일국으로, 프로이센 대부분 지역과 작센, 튀링겐 및 인근 지역은 북독일국으로 만든다. 신생 남독일국과 오스트리아의 국경은 정치적 국경을 1938년 이전 국경으로 하는 대신 관세동맹을 맺게 한다.
3. 루르 지대 : (루르 지방 및 지도에 표시한 것과 같은 라인란트 지방, 킬 운하 지역, 킬 운하 북쪽 모든 독일 영토를 포함한 주변 공업 지대) 이 선 안의 지역은 중심 산업력이 있으며 전쟁을 위한 가마솥과도 같다. 이 안의 영역은 현재 존재하는 모든 산업시설을 없애야 하며 더불어 미래에도 산업 지대가 될 수 없도록 매우 약화시키고 철저하게 통제해야 한다. 이를 위해 다음 조치를 수행해야 한다.
  1. 적대 행위 중단 이후 6개월을 넘지 않는 단시간 안에 군사 행동으로 파괴되지 않은 모든 산업시설과 장비는 해당 지역에서 완전히 철거하여 완벽하게 제거하거나, 철저하게 파괴해야만 한다. 광산의 모든 장비는 해체되어 제거해야 하며 광산은 이용 불가능하도록 파괴해야 한다. 공업지대 파괴는 다음 3단계로 이루어질 것이다.
    1. 해당 지역으로 들어온 모든 군 병력은 제거 불가능한 모든 산업시설과 장비를 파괴해야 한다.
    2. 해당 지역의 산업 시설 및 장비를 해체하여 기타 유엔 회원국에게 배상 및 보상으로 주어야 한다.(문단 4 참조)
    3. 지정된 기간(대략 6개월) 내에 해체되거나 이동하지 않은 산업 시설 및 장비는 완전히 파괴하거나 스크랩하여 유엔에게 배당해야 한다.

  2. 해당 지역에 있는 모든 사람들은 다시는 그 지역이 산업 지대가 될 수 없다는 사실을 이해해야만 한다. 따라서 이 지역 안에서 특별한 기술을 가지고 있거나 기술 훈련을 받은 모든 사람들과 그 가족들은 영구적으로 이주를 가야 하며 가능한 한 멀리 분산해 이주시켜야 한다.
  3. 이 지역은 유엔에서 설립될 국제 안보 조직이 통치하는 국제지대가 되어야 한다. 해당 지역을 관리함에 있어 국제기구는 위에서 언급한 목표를 달성하기 위해 노력해야 하며 그에 맞게 고안한 정책을 펼쳐야 한다.
4. 보상 및 배상 : 분할 지불이나 배송 형태로 배상이 이루어져서는 안된다. 배상 및 보상은 오직 독일의 자원과 영토를 타국으로 이전하는 등 아래와 같은 형식으로만 이루어져야 한다.
  1. 독일이 점령한 영토에서 약탈당한 재산의 회수
  2. 독일 영토의 할양 및 독일의 분할 계획 하에서 그 영토 안에 있는 산업체 및 산업시설, 장비, 영토에 대한 독일인의 권리 및 재산권, 개인 권리 등을 타국 및 국제기구에게 양도 및 이전
  3. 분할안에서 표시한 국제지대 내 및 북독일국, 남독일국 내에 있는 모든 산업 시설 및 장비의 제거 및 타국으로의 이전
  4. 독일인의 독일국 외에서의 강제 노동
  5. 독일국 외의 지역에 있는 모든 특정 가능한 독일인 재산의 압류

## 같이 보기
- 페이퍼클립 작전
- 모네 계획
- 베커-슈타트 계획
- 몰락 작전 - 미국은 일본을 완전히 초토화 시킨후 무장해제 및 농업국가화까지 염두에 두었으나 일본의 항복으로 취소된 작전
- 역코스 - 냉전 초기에 미국이 시행한 일본의 공산화 방지를 명분으로 전범들과 우익재벌들에 대한 사면 등으로 재우경화 허용 정책

## 서지
- Beschloss, Michael R, 《The Conquerors: Roosevelt, Truman and the Destruction of Hitler's Germany, 1941–1945》
- Blum, John Morton (1967), 《From the Morgenthau Diaries: Years of War, 1941–1945》, Boston
- Dietrich, John (2002). 《The Morgenthau Plan: Soviet Influence on American Postwar Policy》. Algora. ISBN 9781892941909.
- Gareau, Frederick H (Jun 1961), “Morgenthau's Plan for Industrial Disarmament in Germany”, 《The Western Political Quarterly》 14 (2), doi:10.1177/106591296101400210
- Greiner, Bernd (1995). 《Die Morgenthau-Legende: Zur Geschichte eines umstrittenen Planes》 [The Morgenthau Myth: The History of a Controversial Plan] (독일어). ISBN 9783930908073.
- Hull, Cordell (1948), 《Memories》 II
- Lewkowicz, Nicolas, 《The German Question and the International Order, 1943-1948》 Basingstoke and New York, Palgrave Macmillan, 2010. ISBN 9780230248120
- Petrov, Vladimir (1967), 《Money and Conquest; Allied Occupation Currencies in World War II》, Baltimore: Johns Hopkins Press

## 참고 문헌
- Casey, Steven (2005). “The campaign to sell a harsh peace for Germany to the American public, 1944–1948”. 《History》 90 (297): 62–92. doi:10.1111/j.1468-229x.2005.00323.x. ISSN 1468-229X..
- Morgenthau, Henry (1945). 《Germany is our Problem》. New York: Harper & brothers.

### 문서
- Morgenthau, Henry (1944). “Suggested Post-Surrender Program for Germany [The original memorandum from 1944, signed by Morgenthau] (text and facsimile)”. 《Box 31, Folder Germany: Jan.-Sept. 1944 (i297)》. Franklin D. Roosevelt Presidential Library and Museum (2004년 5월 27일에 출판됨). 2013년 5월 31일에 원본 문서에서 보존된 문서.
- Preparatory memorandum for the Quebec conference 보관됨 2021-02-25 - 웨이백 머신
- Joint Chiefs of Staff Directive 1067 JCS 1067/6 of 28 April 1945 (The final version, JCS 1067/8 of 10 May 1945, contained an amendment allowing the production of synthetic rubber and oil, aluminum, and magnesium to meet the needs of the occupying forces, where the previous version had ordered the complete destruction of such industries.)

### 인터뷰
- General William H. Draper Jr. Chief, Economics Division, Control Council for Germany, 1945–46; Military Government Adviser to the Secretary of State, Moscow Conference of Foreign Ministers, 1947; Under Secretary of War, 1947; Under Secretary of the Army, 1947–49;
- E. Allan Lightner, Jr. Assistant Chief, 1945–47, and Associate Chief, 1947–48, of the Central European Affairs Division, Department of State
- Gunther Harkort Representative of the Federal Republic of Germany to the Economic Cooperation Administration (ECA), 1949–52.

### 라디오
- BBC Radio 4, History: Things We Forgot to Remember; The Morgenthau plan